# Vaucremont
Vaucremont est une ancienne commune française du département de la Moselle en région Grand Est. Elle est rattachée à celle de Bazoncourt depuis 1812.

## Toponymie
Anciennes mentions : Walcrement (1429), Wacremont (1491), Vairemont (1594), Vacremont (1756), Vaucremont (1793),. 

## Histoire
Village lorrain du ban Saint-Pierre, en partie rattaché à la paroisse de ce nom et en partie à celle de Bazoncourt ; après le traité de Paris de 1718, Vaucremont dépend des Trois-Évêchés dans le bailliage de Metz.
La commune de Vaucremont est réunie à celle de Bazoncourt par décret du 21 septembre 1812.

## Politique et administration
| Période                                  | Période | Identité | Étiquette | Qualité |
| ---------------------------------------- | ------- | -------- | --------- | ------- |
| 1808                                     | ?       | Bouchy   |           |         |
| Les données manquantes sont à compléter. |         |          |           |         |

## Démographie
| 1793 | 1800 | 1806 |
| ---- | ---- | ---- |
| 171  | 171  | 196  |